# Gostomie
Gostomie is een plaats in het Poolse district  Kościerski, woiwodschap Pommeren. De plaats maakt deel uit van de gemeente Kościerzyna en telt 191 inwoners.
Gostomie grenst aan de volgende plaatsen:
- Fingrowa Huta
- Gostomko
- Kamienne kręgi
- Niesiołowice
- Stężyca
- Zdunowice